# Consis Proiect
Consis Proiect este o companie din România care furnizează servicii de consultanță și supervizare pentru construcții noi, modernizări și consolidări de drumuri, poduri, căi ferate și construcții civile.
În iulie 2007, pachetul majoritar de acțiuni de 60% al Consis Proiect a fost cumpărat de compania spaniolă de consultanță în domeniul ingineriei și arhitecturii Prointec.
În anul 2005, firma a realizat o cifră de afaceri de 9 milioane lei (2,4 milioane de euro).